# 季姬
季姬，姬姓，春秋时期鲁国人，季桓子的女儿，季康子的妹妹。
齐国公子阳生在齐景公去世后出奔鲁国，季康子把妹妹季姬嫁给他。公子阳生即位为齐悼公，来迎接季姬。季姬和叔叔季鲂侯私通，她向季康子讲出了私通的情况。季康子于是不敢把她送到齐国去。齐悼公大怒。前487年（周敬王三十三年、鲁哀公八年、齐悼公二年）五月，齐国鲍牧带兵攻打鲁国，占领了讙地和阐地。秋，鲁国和齐国讲和。九月，鲁国臧宾如到齐国参加结盟。齐国的闾丘明到鲁国参加结盟，迎接季姬至齐国，齐悼公对季姬很宠爱。由于季姬受到宠爱，十二月，齐国把讙地和阐地归还给鲁国。